# Suzukiana canescens
Suzukiana canescens är en fjärilsart som beskrevs av Sergius G. Kiriakoff 1963. Suzukiana canescens ingår i släktet Suzukiana och familjen tandspinnare. Inga underarter finns listade i Catalogue of Life.